# برشاوشان أجلك
برشاوشان غلوكي (الاسم العلمي:Adiantum glaucescens) هو نوع من النباتات يتبع جنس البرشاوشان من الفصيلة الديشارية. سمي هذا النوع نسبة إلى اللون الغلوكي.